# Woman in Love
«Woman in Love» (en español: «Mujer enamorada») es es título de una canción interpretada por la cantante y actriz estadounidense Barbra Streisand, incluida en su 22°. álbum de estudio, Guilty (1980). La canción fue escrita por Barry y Robin Gibb de Bee Gees, que recibieron el premio Ivor Novello de 1980 a la mejor canción musical y líricamente. Es su cuarto de cuatro discos de Platino y es considerado su mayor éxito internacional.
Tras el éxito obtenido por los Bee Gees a finales de 1970, la banda fue invitada a participar en proyectos musicales de otros artistas, y Streisand le solicitó a Barry Gibb si podía escribir un álbum para ella. Este álbum finalmente se convirtió en Guilty. Woman in Love fue el primer sencillo, y se convirtió en una de las canciones más exitosas de la carrera musical de Streisand. Estuvo un total de tres semanas en la posición número uno en el Billboard Hot 100, y fue el quinto (y último hasta la fecha) número uno de Streisand en esta lista. También pasó cinco semanas en la cima de la  lista de Adult contemporary. La canción también resultó muy popular a nivel internacional, alcanzando el número uno en muchos países, incluso en los UK Singles Chart. La canción vendió más de 10 millones de copias.
A mitad de la canción, Streisand sostiene una nota durante unos 10 segundos, mientras cantan la línea: I stumble and fall / But I give you it all (Me tropiezo y caigo/Pero yo te lo doy todo) (la palabra "all" (todo) es la sostenida con esa duración). Streisand ha declarado abiertamente que no le gusta la canción, porque no cree en el significado de la letra. Rara vez ha cantado la canción en vivo, sin embargo la cantó en un par de fechas en su gira europea de 2013.

## Video musical
El video musical de la canción fue armado con escenas tomadas de varias películas.

## Lista de canciones
| Lado | Título          | Duración |
| ---- | --------------- | -------- |
| A    | «Woman in Love» | 3:48     |
| B    | «Run Wild»      | 4:05     |

## Posiciones en listas
| Lista (1980)                    | Posición más alta |
| ------------------------------- | ----------------- |
| Kent Music Report Australiana   | 1                 |
| Canadá                          | 1                 |
| Dutch Top 40                    | 1                 |
| Francia                         | 1                 |
| Alemania                        | 1                 |
| Irish Singles Chart             | 1                 |
| Nueva Zelanda                   | 2                 |
| Noruega                         | 1                 |
| Lista de sencillos de Suecia    | 1                 |
| Suiza Chart                     | 1                 |
| UK Singles Chart                | 1                 |
| España                          | 1                 |
| Billboard Hot 100               | 1                 |
| Adult Contemporary (Billboard)  | 1                 |
| lista (1981)                    | Posición más alta |
| Lista de sencillos de Australia | 1                 |
| Lista de sencillos de Italia    | 1                 |

| País           | Posición |
| -------------- | -------- |
| Australia      | 21       |
| Francia        | 1        |
| Alemania       | 24       |
| Reino Unido    | 2        |
| Estados Unidos | 35       |
| Sudáfrica      | 2        |
| Singapur       | 4        |

## Personal
| Barbra Streisand | Voz principal              |
| Barry Gibb       | Arreglo, guitarra acústica |
| Pete Carr        | Guitarra principal         |
| Richard Tee      | Teclado, piano eléctrico   |
| Harold Cowart    | Bajo eléctrico             |
| Steve Gadd       | Batería                    |
| Joe Lala         | Shaker                     |
| Denise Maynelli  | Coros                      |
| Myrna Mathews    | Coros                      |
| Marti McCall     | Coros                      |
| Jerry Peel       | Corno francés              |